# Angalarri River
Angalarri River är ett vattendrag i Australien. Det rinner ut i Victoria River och ligger i territoriet Northern Territory, omkring 330 kilometer söder om territoriets huvudstad Darwin.
Omgivningarna runt Angalarri River är huvudsakligen savann. Trakten runt Angalarri River är nära nog obefolkad, med mindre än två invånare per kvadratkilometer. Genomsnittlig årsnederbörd är 1 399 millimeter. Den regnigaste månaden är februari, med i genomsnitt 349 mm nederbörd, och den torraste är juni, med 1 mm nederbörd.